# Kościół Karmelitanek Bosych w Poznaniu
Kościół Karmelitanek Bosych – kościół, który znajdował się w Poznaniu u zbiegu ulic Psiej (obecnie Szkolna) i Koziej. Rozebrany pod koniec XIX wieku.

## Historia
Kościół został wybudowany w 1667 r. z fundacji Ludwiki Marii Gonzagi. Do kościoła przylegały zabudowania klasztoru Karmelitanek Bosych. Zespół został silnie uszkodzony na początku XVIII w. czasie oblężenia Poznania przez Rosjan i Sasów, następnie odbudowany. W 1855 zabudowania przeznaczono na szpital. W latach 1878–81 wzniesiono nowe skrzydło szpitalne rozbierając kościół i przebudowując klasztor wraz z podwyższeniem o jedną kondygnację.